# Милан Челебић
Милан Челебић (Делиблато, 9. децембар 1912 - Панчево, 23. јул 1982) је био учесник Шпанског грађанског рата и Народноослободилачке борбе из Војводине.

## Биографија
Гимназију завршио у Петровграду. Право студирао у Београду, где се укључује у рад Савеза комунистичке омладине Југославије. У Шпанију одлази 20. марта 1938, и ступа у редове батаљона Ђаковић. У септембру исте године евакуисан је у Француску са рањеним и болесним борцима. Године 1939. из логора Сан Сиприен пребацује се у Југославију и долази у Панчево, где ступа у контакт са Жарком Зрењанином.
Током рата бавио се илегалном активношћу, при чему је више пута хапшен. Током 1944. године прикључује се партизанским одредима у околини Врњачке Бање, а са Другом пролетерском дивизијом учествује у ослобођењу Краљева.
После рата радио као секретар Спортског центра за Јужни Банат у Панчеву, а потом у Фудбалском савезу Југославије.